# دونا لوئیس
دونا لوئیس (به انگلیسی: Donna Lewis) (زاده ۶ اوت ۱۹۷۳) خواننده ، ترانه‌سرا ولزی است.